# Мази ди Кавалезе (Тренто)
Мази ди Кавалезе је насеље у Италији у округу Тренто, региону Трентино-Јужни Тирол.
Према процени из 2011. у насељу је живело 527 становника. Насеље се налази на надморској висини од 887 м.